# レノ対アメリカ自由人権協会事件
レノ対アメリカ自由人権協会事件（レノたいアメリカじゆうじんけんきょうかいじけん、英: Reno v. American Civil Liberties Union）, 521 U.S. 844 (1997)は、1996年の通信品位法（CDA）の反みだらな表現規定が、合衆国憲法修正第1条の表現の自由の保障に違反しており、無効であるとアメリカ合衆国最高裁判所が満場一致で裁定した事件。2人の判事が部分的に同意し、部分的に決定に異議を唱えた。これは、インターネットを介して配布される資料の規制に関する最初の主要な最高裁判決だった。